# DTCP
El término DTCP es la sigla en inglés de Digital Transmission Content Protection (Protección de contenido en transmisiones digitales), y consiste en un método de protección contra copias en los medios audiovisuales e informáticos.

## Origen del sistema DTCP
Actualmente, cualquier transmisión de datos digitales puede ser fácilmente interceptada. Esto produce que dichas empresas se planteen métodos anticopia para sus productos aunque de momento no se han conseguido resultados satisfactorios. Debido a todo esto se creó el CPTWG (Copy Protection Technical Working Group), que se encarga de buscar técnicas de anticopia para intentar obtener algún método fiable y seguro que frenara la piratería.
Phillips propuso adjudicar a los dispositivos que pudiesen acceder a los datos una clave que los acreditara como aptos; por lo que a la hora de transmitir primero se verificaría esta clave y si era correcta la transmisión seguiría su curso. El problema era que se trataba de un método muy simple y con un acceso fácil para hackers o profesionales. Así que se plantearon dos objetivos primordiales: cada paso sucesivo requiere las condiciones de licencia del paso anterior y el contenido debe estar protegido en todas sus fases de distribución, transmisión y reproducción. 
Finalmente, a partir del CPTWG surgieron los 5C o "DTLA" (Administradores de Licencias de Transmisión Digital) formado por las empresas: Hitachi, Toshiba, Intel, Panasonic y Sony. Estas llegaron a definir y desarrollar un método anticopia llamado DTCP (Digital Transmission Content Protection) que cumple los requisitos marcados por la CPTWG.
La especificación DTCP ofrece una protección de los contenidos audiovisuales para que no sean copiados de forma ilegal, no sean interceptados en la red o no circulen por ella libremente. Se basa en técnicas criptográficas que proporcionan una protección flexible y robusta contra copias ilegales a través de los buses digitales, como el estándar IEEE 1394. Se puede implementar tanto en PC como en aparatos electrónicos y trabaja solo con dispositivos de las compañías del 5C. Está formado por cuatro capas de protección de copia de igual importancia. A continuación, se explica brevemente de que trata cada una de ellas.

## Capas de protección de copia

### Información de control de copia (CCI)
Los propietarios del contenido necesitan una manera de especificar si éste puede ser duplicado. El sistema de protección del contenido, utilizando el CCI, debe soportar transmisiones de datos cifrados entre dispositivos. Si el aparato origen de la transmisión y el destino tienen conflictos, deben seguir los métodos del CCI, que están determinados por el aparato origen.
Para ello disponemos del Indicador de Modo de cifrado (EMI) que proporciona una transmisión segura del CCI. El cifrado del EMI nos permite saber que tipo de copia tiene el contenido: copiar gratuitamente, copiar nunca, copiar una vez o no más copias. 
Localizando el EMI en una posición fácil de acceder, los aparatos pueden determinar inmediatamente el CCI sin necesidad de extraerlo. En el caso de que los bits EMI sean falsos, los modos de cifrado y descifrado no se encontrarán por lo que la decodificación del contenido será errónea. 

### Cifrado del contenido
Las cifras del contenido suelen ser el algoritmo que cifra el contenido digital en sí mismo. Debe ser lo suficientemente robusto para proteger el contenido en PC y dispositivos electrónicos. En el caso de la especificación DCTP, se requiere un M6 Hitachi como base de cifrado. Éste consiste en un algoritmo de cifras en bloque basado en la permutación y sustitución. Esta rotación está basada en algoritmos de cifrado que por ejemplo se utilizan en los sistemas digitales de difusión japoneses.
El subsistema de cifrado del contenido de ser capaz de soportar el ancho de banda de un MPEG-2. Para pc's, este subsistema debe estar implementado en software; en cambio, para dispositivos electrónicos normalmente está implementado en hardware. 

### Autentificación del dispositivo (AKE)
Antes de compartir cualquier información, los aparatos que utilizan DTCP han de verificar la autenticidad del otro dispositivo a través de la red ya que solo se transmitirá el contenido a través de un canal seguro. La especificación incluye dos niveles de autentificación:
1. Full: se usa para todos los contenidos protegidos del sistema y mayoritariamente para contenidos que nunca se puedan copiar.
2. Restringido: se usa para la protección de contenidos que se pueden copiar una vez o que ya no se pueden hacer más copias.

En el caso de la copia gratuita no se necesita autentificación.
Ambos tipos de autentificación necesitan el cálculo de tres claves cifradas:
1. clave de autentificación: se establece durante la autentificación y se usa para cifrar la clave de intercambio.
2. clave de intercambio: se usa para instalar y manipular la seguridad del copyright del contenido.
3. clave de contenido: se usa para cifrar el contenido que ha sido intercambiado.

### Sistema Renewability (SRM)
El empleo de la especificación DCTP requiere una licencia del DTLA. Ésta se mantiene en los dispositivos que apoyan la autentificación mediante la recepción de Mensajes del Sistema Renewability (SRM). Estos son generados por el DTLA. Aseguran la longevidad del sistema y evitan el uso de aparatos no autorizados.
- Datos: Q1224831